# Duits voetbalkampioenschap 1919/20
1919/20 was het dertiende Duitse voetbalkampioenschap ingericht door de DFB. Nadat er vijf jaar lang geen competitie werd gespeeld door de Eerste Wereldoorlog ging deze nu weer van start.
Net zoals voorheen namen de zeven regionale kampioenen (Süd, West, Nord, Mitte, Berlin-Brandenburg, Südost, Nordost) deel, samen met de titelverdediger SpVgg Fürth.
Duitsland was op territoriaal vlak wel veranderd. Noord-Sleeswijk behoorde nu tot Denemarken, West-Pruisen aan Polen, Elzas-Lotharingen aan Frankrijk en Eupen-Malmedy aan België. In de verloren gebieden speelden echter geen historische clubs.
Het voetbal kende wel een enorme boom na de oorlog. Er werden nieuwe clubs opgericht en er kwamen alsmaar meer leden en supporters. Het sportieve zwaartepunt had zich ook verplaatst. Met VfB Leipzig en SpVgg Fürth namen slechts twee clubs deel die ook voor de oorlog aan een kampioenschap hadden deelgenomen. Bij de nieuwelingen zat onder andere 1. FC Nürnberg dat de succesvolste club uit de jaren 20 zou worden.

## Deelnemers aan de eindronde
| Club                              | Gekwalificeerd als           |
| --------------------------------- | ---------------------------- |
| FC Titania Stettin                | Kampioen Noordoost-Duitsland |
| Vereinigte Breslauer Sportfreunde | Kampioen Zuidoost-Duitsland  |
| SC Union 06 Oberschöneweide       | Kampioen Berlijn-Brandenburg |
| VfB Leipzig                       | Kampioen Midden-Duitsland    |
| SV Arminia Hannover               | Kampioen Noord-Duitsland     |
| VfTuR München-Gladbach            | Kampioen West-Duitsland      |
| 1. FC Nürnberg                    | Kampioen Zuid-Duitsland      |
| SpVgg Fürth                       | Titelverdediger              |

## Eindronde

### Kwartfinale
| Datum       | Teams                | Teams | Teams                       | Uitslag             | Stadion                              |
| 16 mei 1920 | Vgt. Breslauer Spfr. | –     | SC Union 06 Oberschöneweide | 3:2 (1:1)           | Breslau, Platz von Schlesien Breslau |
| 16 mei 1920 | SpVgg Fürth          | –     | VfTuR München-Gladbach      | 7:0 (2:0)           | Mannheim, Platz des VfR              |
| 16 mei 1920 | SV Arminia Hannover  | –     | FC Titania Stettin          | 1:2 n.v. (1:0, 1:1) | Kiel, Holstein-Platz                 |
| 16 mei 1920 | VfB Leipzig          | –     | 1. FC Nürnberg              | 0:2 (0:0)           | Halle (Saale), Sportplatz am Zoo     |

### Halve finale
| Datum       | Teams                | Teams | Teams          | Uitslag   | Stadion                           |
| 30 mei 1920 | Vgt. Breslauer Spfr. | –     | SpVgg Fürth    | 0:4 (0:1) | Leipzig, Platz von Wacker Leipzig |
| 30 mei 1920 | FC Titania Stettin   | –     | 1. FC Nürnberg | 0:3 (0:2) | Berlijn, Platz des BFC Preussen   |

### Finale
| Datum        | Teams          | Teams | Teams       | Uitslag   | Stadion                           |
| 13 juni 1920 | 1. FC Nürnberg | –     | SpVgg Fürth | 2:0 (1:0) | Frankfurt am Main, Germania-Platz |

De twee Zuid-Duitse clubs speelden voor 35.000 toeschouwers  in Frankfurt. Luitpold Popp maakte in de 12de minuut de eerste goal en in de 73ste minuut scoorde Péter Szabó nog een tweede keer.

## Topschutters
|    | Speler            | Club           | Goals |
| -- | ----------------- | -------------- | ----- |
| 1. | Viktor Hierländer | SpVgg Fürth    | 4     |
| 1. | Leonhard Seiderer | SpVgg Fürth    | 4     |
| 1. | Heinrich Träg     | 1. FC Nürnberg | 4     |